# Ingeborg Stein
Ingeborg Stein (* 28. Februar 1934 in Meißen als Ingeborg Dähne; † 28. Oktober 2020 in Tiefurt, Weimar) war eine deutsche 
Musikwissenschaftlerin, Museologin und Schriftstellerin. Stein gründete 1985 das Museum Heinrich-Schütz-Haus in Bad Köstritz und war bis 1999 erste Direktorin der heutigen Forschungs- und Gedenkstätte Heinrich-Schütz-Haus Bad Köstritz.

## Leben

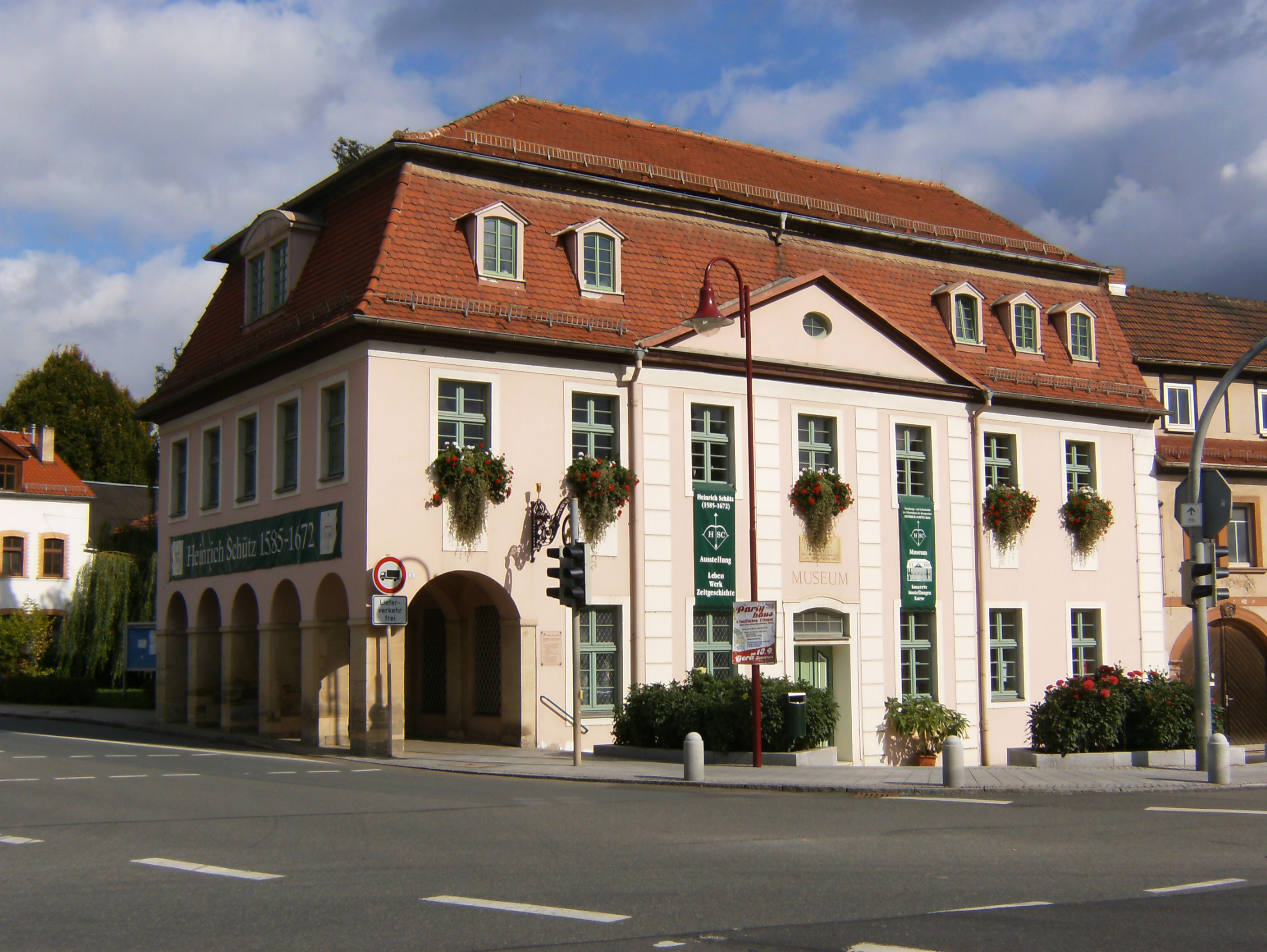
Das Heinrich-Schütz-Haus in Bad Köstritz war ab 1985 als Geburtshaus des Komponisten ein Museum, das von Ingeborg Stein gegründet und als international beachtete Forschungs- und Gedenkstätte maßgeblich geformt wurde.

Ingeborg Dähne wurde 1934 als zweites von drei Kindern einer Lehrerfamilie geboren. Sie erhielt frühzeitig Musikunterricht, schrieb eigene Texte, sobald sie schreiben konnte, und wollte ursprünglich Schriftstellerin werden. Nach dem Abitur 1953 jedoch schien ihr ein Germanistik-Studium angesichts des damaligen ideologischen Umfelds als „der eigenen Wortfindung zu abträglich“ – und so studierte sie stattdessen Musikwissenschaft als Hauptfach.
Sie absolvierte die musikalische Grundausbildung an der Musikhochschule „Hanns Eisler“ Berlin und studierte dann beim Mittelalter- und Bachforscher Heinrich Besseler in Jena und Leipzig sowie im Nebenfach Germanistik bei Hermann August Korff und Hans Mayer. 1959 schloss sie ihr Studium mit dem Diplom ab. 
Nach fünf Jahren als Dramaturgin in Greifswald, Quedlinburg und Weimar folgte für Ingeborg Stein ein Jahrzehnt freiberufliche Tätigkeit als Musikwissenschaftlerin und Journalistin, so als Mitarbeiterin von Répertoire International des Sources Musicales (RISM), sowie eine musiktherapeutische Ausbildung und Tätigkeit in Leipzig und Jena. 1978 wurde Stein Assistentin an der Friedrich-Schiller-Universität Jena und 1982 promoviert; ihre Dissertation trägt den Titel „Empirisch-experimentelle Untersuchung von Determination von Musikerleben“.
Ab 1985 prägte der Komponist Heinrich Schütz ihr weiteres Berufsleben: Ingeborg Stein übernahm das Geburtshaus von Heinrich Schütz in Bad Köstritz und eröffnete dort als erste Direktorin eine Forschungs- und Gedenkstätte, die sie bis zur Emeritierung 1999 leitete. 1986 initiierte sie die Gründung der Schütz-Akademie Bad Köstritz.
1992 erschien ihre erste literarische Veröffentlichung, der weitere folgten. Im Jahr 2009 verantwortete sie als Redakteurin und Lektorin die Dokumentation „Boke-Mutter“ über Irmgard Bokemeyer geb. Krug (1906–2001) die sie als ihre „Hommage an Schriften, die der Wahrheitsfindung und Erinnerungskultur dienen“, bezeichnete.
Ingeborg Stein gab im Jahr 2013 zusammen mit Manfred Jendryschik das Buch Mein Robbenloch im Eis – Tagebücher & Bilder der Künstlerin Erika John heraus; diese hatte jahrelang sehr zurückgezogen in Jena gelebt und wohl im Jahr 2007 den Freitod gewählt. Das Buch will anregen, Erika John als „eine Künstlerin von wenigstens nationalem Rang neu zu entdecken. Erika John, fremd in zwei Gesellschaftssystemen, entzog sich in ihrem letzten Lebensjahrzehnt der Öffentlichkeit, nachdem sie etwa tausend erstaunliche Zeichnungen in die Welt gesetzt hatte. Auch ihre Tagebücher geben hoch interessant Auskunft.“
Ingeborg Stein lebte viele Jahre bis zu ihrem Lebensende in Weimars Ortsteil Tiefurt, dort ist auch ihre letzte Ruhestätte.

## Würdigung
„Ihr akribisches Forschungsvermögen und ihre Unangepasstheit im DDR-Wissenschaftsbetrieb gaben 1984 vermutlich den Ausschlag, sie mit einer nahezu unlösbaren Aufgabe zu betrauen. Bis zum Oktober 1985 sollte sie im Geburtshaus des Komponisten Heinrich Schütz in Bad Köstritz aus Anlass von dessen 400. Geburtstag eine Gedenkstätte einrichten. Aus der Ruine von Schütz’ Geburtshaus mit Wassereinfall, in dem keinerlei ausstellenswerte Objekte mehr vorhanden waren, entwickelte sie binnen Jahresfrist die Forschungs- und Gedenkstätte Heinrich-Schütz-Haus Bad Köstritz, die für die Museumslandschaft der DDR und darüber hinaus beispielgebend war.
Bis zu ihrem Ruhestand im Jahr 1999 leitete sie dann das Haus. Welche Leistung sie dabei vollbrachte, lässt sich in ihrem 2015 erschienenen Buch »Heinrich Schütz im Wendelicht« nachlesen, das ihr zu einem literarischen Glanzstück geriet, aus dem vor allem der Besuch Kurt Hagers aufscheint, den Stein vier Wochen vor der Eröffnung durch das leere Haus führte.“

## Ehrungen
- 2018: Ehrennadel des Landesmusikrats Thüringen[10][11]

## Veröffentlichungen (Auswahl)

### Autorschaft
- Erinnerung an Erika John. In: Manuela Dix, Ingeborg Stein (Verf.); Erik Stephan (Hrsg.): Erika John - Alles ist Ich - Zeichnungen, Gemälde und Fotografien. Ausstellungskatalog. Jena 2018, ISBN 978-3-942176-95-8, S. 15ff.
- Heinrich Schütz im Wendelicht. Erlebnisbericht. Mit dem Radierzyklus „Die zwölf Apostel“ von Eberhard Dietzsch. Bucha 2015, mit Musik-CD als Bonus, ISBN 978-3-943768-52-7.
- Der große Atem – sieben Berichte von den Vorhöfen des Paradieses. Mit Schabblättern von Angelika-Christina Brzóska. Bucha 2014, ISBN 978-3-943768-15-2[12]
- Leben sammeln – Zweites Buch. Gedichte. Weimar 2005, ISBN 978-3-86160-166-1
- Heinrich Schütz und Köstritz – Zur Rezeption des Komponisten in seinem Geburtsort. Bucha bei Jena 2003, ISBN 3-931505-76-6.[13]
- Hiddensee oder der Traum vom Eigentlichen – Insel-Meditationen in Wort und Bild. Bucha bei Jena 2001, ISBN 3-931505-97-9.
- Dorfkirchen im Altenburger Land. (Als Ko-Autorin). Leipzig / Vollmershain / Jena 2001.
- Menschen(s)kinder. Szenarium, Gera 1999.
- Christus, dir lebe ich – Die Sterbenserinnerung des Heinrich Posthumus Reuss in Musik versetzt durch Heinrich Schütz. Bad Köstritz 1999, ISBN 3-9806208-0-8.
- Heinrich Schütz’ Geistliche Chormusik. In Bildern von Christoph Schwabe und Texten von Ingeborg Stein. Bad Köstritz 1998.
- Leben sammeln. Gedichte. Gerabronn-Crailsheim 1992.
- Zahlreiche Einzelbeiträge in wissenschaftlichen Zeitschriften

### Herausgeberschaft, anderweitige Beteiligung
- Erika John: Mein Robbenloch im Eis - Tagebücher & Bilder. Herausgegeben von Ingeborg Stein und Manfred Jendryschik, Halle (Saale) 2013, ISBN 978-3-95486-393-8.[14] – darin: Versuch einer Annäherung, S. 270–280
- Boke-Mutter – Briefe und Dokumente aus dem Leben von Irmgard Bokemeyer 1906–2001. Ausgewählt und kommentiert im Auftrag der Familie Bokemeyer von Ingeborg Stein. Weimar 2009, ohne ISBN (m. Redaktion und Lektorat)
- Edith Temmel: Klangbilder. Synästhesie - Farben hören. Einleitung: Ingeborg Stein. Texte zu den Bildern: Harald Haslmayr. Gnas 2006, ISBN 3-7059-0228-8.
- Konrad Rietschel: Der alte Rietschel erzählt. Jugendstreiche und andere Begebenheiten aus Tiefurt. Weida 2004, ISBN 3-933358-68-X.
- Erinnerungen des Großvaters Richard D. Mit Illustrationen von Christoph Schwabe. Weida Wüst / Bad Klosterlausnitz 2003, ISBN 3-933358-65-5.
- Schriftenreihe der Forschungs- und Gedenkstätte Heinrich-Schütz-Haus Bad Köstritz. 1985–1999.